# Sutphin Boulevard (Queens Boulevard Line)
Sutphin Boulevard is een station van de metro van New York aan de Queens Boulevard Line in Queens. Lijn  maakt gebruik van dit station, evenals lijn  tijdens de spitsuren op weekdagen in de richting van het spitsverkeer.
Het station is gelegen daar waar de Hillside Avenue (onder het wegdek waarvan de Queens Boulevard Line in de buurt Jamaica is aangelegd) kruist met de Sutphin Boulevard. Het werd, zoals alle aanliggende metrostations, ingehuldigd op 24 april 1937. Speeches werden gehouden in het nabijgelegen Franklin Hotel, met als hoofdspreker burgemeester Fiorello La Guardia, vervolgens liepen notabelen en toeschouwers mee met een parade langs alle betrokken stations.
Het metrostation Sutphin Boulevard is de plaats van handeling van de romantische slotscène in de film Coming to America van Eddie Murphy.
De Sutphin Boulevard in Queens, New York is genoemd naar John Sutphin, een vroeg 19e-eeuwse ondernemer en politicus met Zuphense wortels.
 ·  ·  ·  ·  ·  ·  ·  ·  · 